# Stojan Michajlovski

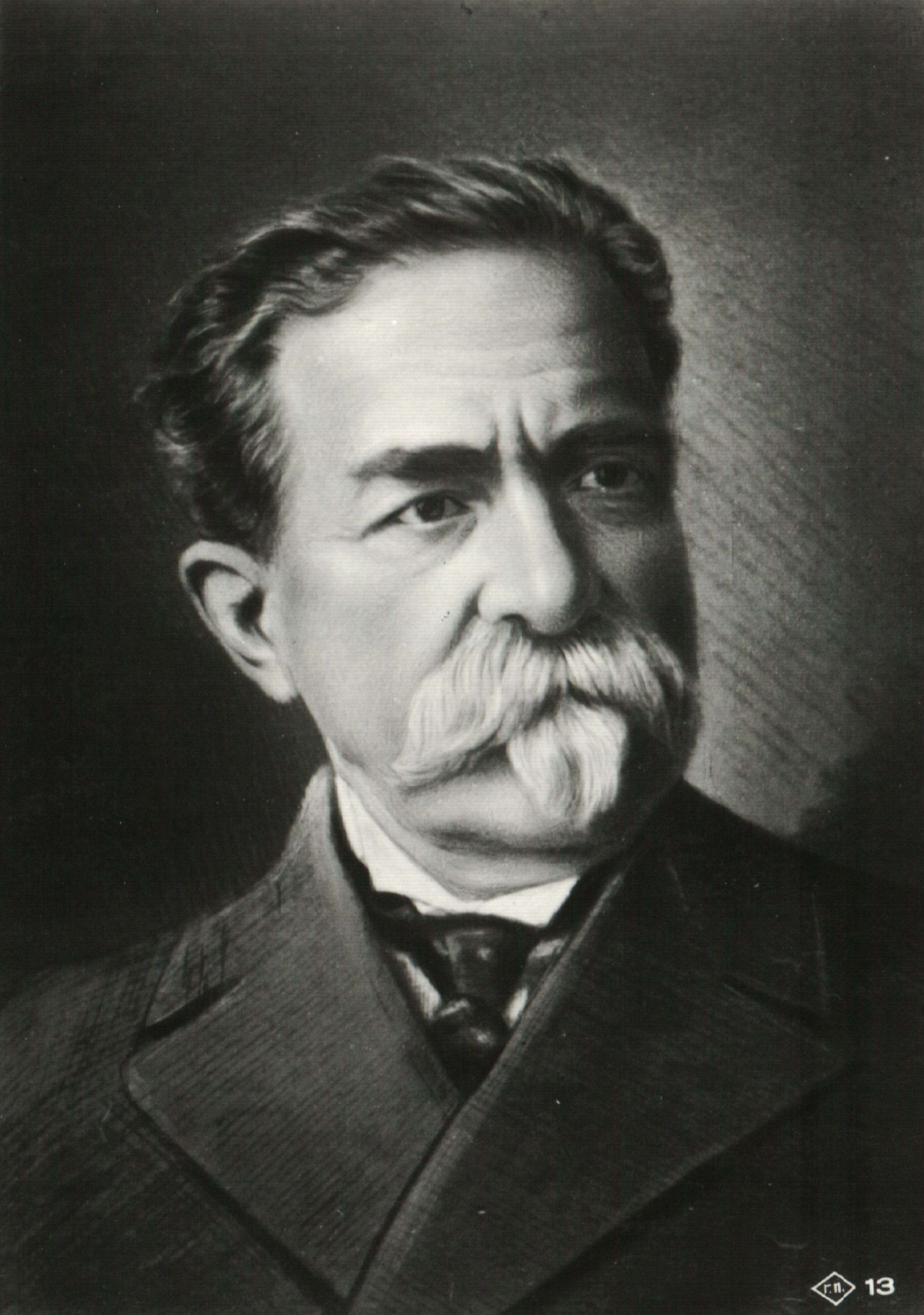
Stojan Michajlovski

Stojan Nikolov Michajlovski (Стоян Николов Михайловски), född 7 januari 1856 i Elena, död 3 augusti 1927 i Sofia, var en bulgarisk skald.
Michajlovski var lärare, advokat, sekreterare i utrikesdepartementet, ordförande i den makedonska kommittén och en mycket bemärkt riksdagsman. Bland hans många diktsamlingar, som utmärks för skarp samhällssatir, kan nämnas Poema na zloto (Sången om det onda, 1889, en legend om syndafallet), Nasjite pisatji i gazetari (Våra författare och tidningsmän), Novissima verba, Satiritjeski soneti, Suspiria de profundis och Istotjni legendi (Österländska legender).